# Screeching Weasel
Gli Screeching Weasel sono una punk rock band formata a Chicago, Illinois nel 1986.
La band venne fondata da Ben Weasel e John Jughead. Il periodo più prominente della loro carriera giunse nei primi anni novanta, dopo aver firmato un contratto con un'etichetta dedicata al punk rock, la Lookout! Records. Dopo Weasel e Jughead, i fondatori della band, altri membri importanti erano Danny Vapid alla chitarra e basso, e Dan Panic alla batteria. Durante la loro carriera comunque la band ebbe diversi cambi di formazione, ed alcuni tra i membri che fecero parte della band troviamo anche Mike Dirnt e Mass Giorgini.
Quasi tutti i membri degli Screeching Weasel vantano inoltre diverse esperienze in altre pop punk band. Basti pensare a Danny Vapid, (membro dei Mopes, dei Methadones, dei Queers e assieme a Ben Weasel dei Riverdales), John Jughead (già membro dei Mopes e degli Even In Blackout) ecc.
Nel corso degli anni gli Screeching Weasel hanno stemperato l'aggressività della loro formula. La loro ironia, o addirittura il loro oltraggio, unita alla capacità di dar vita a dei fulminanti gioiellini adolescenziali pop punk in stile Ramones e Descendents, li ha resi noti nel circuito underground, come testimonia una discografia ricca e frastagliata.
Molte band sono state influenzate dagli Screeching Weasel: basti pensare ai Green Day (il cui bassista ha suonato per breve tempo negli Screeching Weasel), ai Blink-182 e tutte le punk rock band di Stati Uniti d'America degli anni novanta, ma anche band più recenti come The All-American Rejects.

## Storia del gruppo

### Primi anni (1986-89)
Nel 1986, due giovani amici di Chicago, Ben Foster e John Pierson, decisero di fondare una band sullo stile dei loro idoli, i Ramones.
Foster (che suonava il basso e cantava) si ribattezzò Ben Weasel, mentre Pierson (che era un chitarrista) decise invece di soprannominarsi John Jughead. A completare la band entrò Steve Cheese alla batteria.
La band in origine trovò il nome di "All-Night Garage Sale", ma decisero di cambiarlo in Screeching Weasel, una variazione del nome che gli consigliò un amico, "Screaming Otter".
Poco dopo il loro debutto, Ben Weasel decise di passare alla voce abbandonando il basso poiché era in difficoltà a suonare ed a cantare allo stesso tempo, così Vinnie Bovine (Vince Vogel) raggiunse il gruppo al basso.
La band registrò nel 1987 il primo album Screeching Weasel in una notte, per soli 200 dollari, e lo realizzarono per un'etichetta di Chicago, la Underdog Records.
Nel 1988, Vinnie Bovine venne sostituito da Warren Fisher, meglio conosciuto come Fish. La band realizzò il secondo album Boogadaboogadaboogada!, che vedeva Ben alla seconda chitarra. Grazie a questo album aprirono alcuni concerti da spalla agli Operation Ivy.
Steve Cheese venne sostituito poco dopo le registrazioni dell'album da Brian Vermin. Boogadaboogadaboogada! venne pubblicato nel tardo 1988 per la Roadkill Records, un'etichetta emergente, in parte di proprietà di Ben e Jughead.
Dopo un tour che si rivelò disastroso, Fish abbandonò la band e venne rimpiazzato da Danny Schafer, conosciuto all'epoca anche come "Sewercap" e più tardi rinominato come Danny Vapid.
Poco dopo la band con i nuovi membri pubblicò un EP intitolato "Punkhouse" per la Limited Potential Records.
Il gruppo registrò altri due brani che vennero pubblicati su una compilation per poi sciogliersi.

### La rinascita (1991-94)
Dopo lo scioglimento, Weasel e Jughead formarono una nuova band chiamata "The Gore Gore Girls", e Ben suonò nella prima formazione dei The Vindictives. Nel 1991, i membri dei Screeching Weasel si riunirono, in origine nell'intento di guadagnare qualche soldo per coprire i debiti nei confronti della casa discografica per l'album Boogadaboogadaboogada!. La formazione consisteva in Ben, Jughead, Vapid, Vermin, e Ward. Dopo lo show, Dan Vapid propose di riformare i Screeching Weasel con Jughead. Tutti i membri della band accettarono, con l'eccezione di Brian Vermin e Douglas Ward (che presumibilmente non venne invitato a far parte della nuova formazione). A sostituzione di Vermin,  subentrò il batterista Dan Panic (Dan Sullivan). Prima di registrare il loro terzo album, My Brain Hurts (1991) sempre per la Lookout! Records, Ben Weasel decise di focalizzarsi solo sulla voce, e di abbandonare il posto della chitarra. Vapid così passò dal basso alla chitarra, e l'ex membro dei "Gore Gore Girls" Dave Naked raggiunse la band al basso.
Dopo le registrazioni di My Brain Hurts, Dave Naked venne scaricato dalla band e Scott "Gub" Conway, passò al basso nel periodo dei tour. Dopo i tour, Johnny Personality dei "The Vindictives" divenne il bassista fisso, e Gub passò ad un'altra band. Dal tardo 1992, registrarono il loro quarto album, "Wiggle". Johnny Personality abbandonò la band per dedicarsi pienamente al progetto cn i The Vindictives. In mancanza di membri, Weasel tornò ad occupare il posto di chitarrista, e Vapid al basso.
Nel 1992 la band decise di reinterpretare il debut album dei Ramones Ramones (1976) intitolandolo appunto Ramones, seguì un anno dopo Anthem for a New Tomorrow. Poco dopo la realizzazione del disco, Ben decise di non volersi più esibire live e Vapid abbandonò il progetto seguito dagli altri membri del gruppo. Gli Screeching Weasel trovarono l'aiuto del bassista dei Green Day Mike Dirnt per registrare quello che sarebbe stato il loro ultimo album. Dopo che How to Make Enemies and Irritate People (1994) venne pubblicato, la band si sciolse definitivamente per la seconda volta.

### La seconda reunion (1996-01)
Dal 1996, i Screeching Weasel si riunirono nella classica formazione composta da Ben Weasel, John Jughead, Dan Vapid, e Dan Panic. Registrarono quindi l'album Bark like a Dog per la Fat Wreck Chords, la label di Fat Mike (NOFX).
Il disco conquistò il 34º posto di Billboard, divenendo un degli album più quotati della band.
Dopo la pubblicazione dell'album però, Vapid e Panic abbandonarono la band, mentre Weasel e Jughead decisero di continuare senza di loro, aggiungendo il bassista Mass Giorgini (che era stato loro produttore in passato), ed il batterista Dan Lumley. Weasel decise nuovamente di non coprire il ruolo di chitarrista, che lasciò al nuovo entrato Zac Damon.
Nel 1998, questa nuova formazione debutta per la prima volta per una major label, la Panic Button Records (etichetta fondata da Ben e John lo stesso anno) con un EP. Seguì il loro decimo album Television City Dream.
Nel 1999 esce l'album Emo che conservava la stessa formazione. Zac Damon venne poi sostituito da Phillip Hill come secondo chitarrista e registrarono poi Teen Punks in Heat. Dopo quest'album, Screeching Weasel si esibirono live, episodio che non accadeva dal 1993, suonando per 30 minuti alla House of Blues di Chicago. Si sciolsero poi per la terza volta il 6 luglio 2001.

### Dopo lo scioglimento
Alcuni membri dei Screeching Weasel formarono diverse band come: The Methadones, The Mopes, Even in Blackouts e Sweet Black And Blue. Per un breve periodo dopo lo scioglimento del 1994, Weasel e Vapid formarono i The Riverdales. Ben Weasel inoltre realizzò un album solista intitolato Fidatevi nel 2002, ed attualmente sta lavorando al secondo disco.
Nel 2004, Ben Weasel annullò i diritti del materiale dei Screeching Weasel e i Riverdales alla Lookout! Records, il tutto provocò conflitti finanziari e personali tra lui e l'etichetta per diverso tempo. La licenza venne di seguito affidata alla Asian Man Records.
La band si riunì nel 2004 per un concerto a sorpresa al club The Fireside Bowl di Chicago con formazione composta da Ben Weasel, Jughead, Dan Vapid, Mass Giorgini e Dan Lumley.
Nel 2009 hanno annunciato una nuova riunione per un singolo concerto, che si terrà a Edmonton, Alberta l'11 dicembre.

## Formazione

### Formazione attuale
- Ben Weasel - voce, chitarra (1986-2001, 2004, 2009-presente)
- Trevor Jackson – chitarra (2017-presente)
- Pierre Marche - batteria (2011-presente)
- Mike Hunchback - chitarra (2011-presente)
- Zach "Poutine" Brandner - basso (2013-presente)

### Ex componenti
- Vinnie Bovine - basso (1986-1988)
- Steve Cheese - batteria (1986-1988)
- Warren Fish - basso (1988-1990)
- Brian Vermin - batteria (1988-1989)
- Doug Wonderful - chitarra (1989)
- Dave Naked - basso (1991-1992)
- Scott "Gub" Conway - basso (1992)
- Dan Panic - batteria (1991-1996)
- Johhny Personality - basso (1992)
- Mike Dirnt - basso (1994)
- Zac Damon - chitarra (1997-1998)
- Phillip Hill - chitarra (2000-2001)
- John Jughead - chitarra (1986-2001, 2004)
- Dan Vapid chitarra, basso (1989-1994, 1996, 2004)
- Mass Giorgini - basso (1996-2001, 2004)
- Dan Lumley - batteria (1996-2001, 2004)

## Discografia

### Album studio
- 1987 - Screeching Weasel
- 1988 - Boogadaboogadaboogada!
- 1991 - My Brain Hurts
- 1992 - Ramones
- 1993 - Wiggle
- 1993 - Anthem for a New Tomorrow
- 1994 - How to Make Enemies and Irritate People
- 1996 - Bark like a Dog
- 1998 - Television City Dream
- 1998 - Beat Is on the Brat
- 1999 - Emo
- 2000 - Teen Punks in Heat
- 2011 - First World Manifesto
- 2015 - Baby Fat : Act 1
- 2020 - Some Freaks of Atavism
- 2022 - The Awful Disclosures of Screeching Weasel

### Raccolte
- 1995 - Kill the Musicians
- 2000 - Thank You Very Little
- 2005 - Weasel Mania

### EP
- 1989 - Punkhouse
- 1991 - Pervo-Devo
- 1992 - Snappy Answers to Stupid Questions
- 1992 - Happy, Horny, Gay And Sassy
- 1993 - Screeching Weasel / Pink Lincolns (split)
- 1993 - Radio Blast
- 1993 - You Broke My Fucking Heart
- 1994 - Screeching Weasel / Born Against (split)
- 1994 - Suzanne Is Getting Married
- 1994 - Screeching Weasel / Born Against (split)
- 1996 - Formula 27
- 1998 - Major Label Debut
- 1999 - Four on the Floor
- 1999 - Jesus Hates You
- 2011 - Carnival of Schadenfreude